# Бондарева, Клавдия Егоровна
Кла́вдия Его́ровна Бо́ндарева (1924—2011) — советский механизатор и передовик сельскохозяйственного производства, Герой Социалистического Труда (1971).

## Биография
Родилась 22 июня 1924 года в деревне Большая Дергуновка, Большеглушицкий район, в Самарской области в крестьянской семье. Русская.
В 20-х годах умер отец К. Е. Бондаревой и её мать осталась одна с тремя детьми.
После окончания четырёх классов К. Е. Бондаревой пришлось пойти работать, работала — разнорабочей, уборщицей, телятницей, письмоносцем, оператором котельной.
В 1941 году после начала Великой Отечественной войны К. Е. Бондарева стала механизатором и начала работать штурвальной на комбайне. С 1943 года после окончания училища сельской механизации стала водить комбайн и трактор в колхозе «Прогресс». За время работы ей были освоены все виды комбайнов от «Коммунара» до «Нивы».
8 апреля 1971 года Указом Президиума Верховного Совета СССР «за выдающиеся производственные успехи, достигнутые в развитии сельскохозяйственного производства и выполнении пятилетнего плана продажи государству продуктов земледелия и животноводства» Клавдия Егоровна Бондарева была удостоена звания Героя Социалистического Труда с вручением Ордена Ленина и золотой медали «Серп и Молот».
С 1942 года по 1986 год К. Е. Бондарева не пропустила ни одной жатвы и была единственной женщиной из губернии, удостоенной высшей награды Родины за труд не на ферме, не на грядках, а в поле на комбайне.
Умерла 2 июля 2011 года, похоронена в деревне Большая Дергуновка, Большеглушицкий район, Самарской области.

## Награды
- Медаль «Серп и Молот» (8.04.1971)
- Орден Ленина (8.04.1971)
- Орден Октябрьской революции (23.12.1976)